# Rymanów
Rymanów là một thị trấn thuộc huyện Krośnieński, tỉnh Podkarpackie ở đông-nam Ba Lan. Thị trấn có diện tích 12 km². Đến ngày 1 tháng 1 năm 2011, dân số của thị trấn là 3571 người và mật độ 288 người/km².